# Фемінізм справедливості
Фемінізм справедливості — це форма ліберального фемінізму, що виступає за рівне ставлення держави до жінок і чоловіків, не заперечуючи нерівності, закріпленої роботодавцями, освітніми та релігійними установами та іншими елементами суспільства. Концепція обговорюється з 1980-х років. Фемінізм справедливості визначається і класифікується як різновид класичного ліберального або лібертаріанського фемінізму, на відміну від соціального фемінізму, фемінізму відмінності, гендерного фемінізму та фемінізму рівності.
Анн-Марі Кінахан стверджує, більшість американок дотримуються виду фемінізму, головною метою якого є справедливість. Луїс Шуберт та інші стверджують, що «принципи фемінізму справедливості залишаються в полі зору переважної більшості жінок США».

## Історія
Термін був уведений вперше Христиною Соммерс у її книзі «Хто вкрав фемінізм?», де вона досліджувала тему фемінізму справедливості. У цьому тексті Соммерс коротко описує, як метою фемінізму справедливості є досягнення економічної, освітньої та політичної рівності можливостей.
Загалом, за такою класифікацією Стенфордська енциклопедія філософії називає Венді Макелрой, Джоан Кеннеді Тейлор, Кеті Янг, Ріту Саймон, Кеті Ройф, Діану Фурхтготт-Рот, Крістіну Стовпа та Крістіну Гофф Соммерс феміністками справедливості. Камілла Палья також називає себе феміністкою справедливості.
Стівен Пінкер, еволюційний і когнітивний психолог, лінгвіст та автор науково-популярних статей, відносить себе до фемінізму справедливості, який він визначає як «моральну доктрину про рівне ставлення, яка не бере на себе жодних зобов'язань щодо відкритих емпіричних питань у психології чи біології».
Еліс Пол та Кристал Істман, дві учасниці Національної жіночої партії, брали участь у розробці поправки про рівні права з метою досягнення «конституційного захисту від дискримінації» для всіх жінок.
Проводяться різниця між консервативним і радикальними формами рівноправного фемінізму. Багато молодих консерваторок прийняли фемінізм справедливості.

## Європа
З усіх боків Європа займає більш прогресивну позицію, ніж США, коли йдеться про підтримку фемінізму та гендерної рівності. Організації в Європі створювалися не тільки для просування рівності та справедливості, але й для просування розмаїття, бувши союзницями для жінок на всьому континенті. У порівнянні з Європейським Союзом відсутність публічно ідентифікованих феміністок в Америці створює певні політичні проблеми для руху. Інтеграція методів феміністок до інститутів — це те, як європейські країни змогли просунути інтерес до рівності та фемінізму.